# The DeAndre Way
The DeAndre Way är Soulja Boy Tell'ems (Soulja Boys) tredje studioalbum. I albumet har han arbetat tillsammans med Trey Songz, 50 Cent, Ester Dean, ARAB och Lil'B. Albumet består av tio låtar.
Albumet är utgivet på skivbolaget Interscope Records.
| Låtar                   | Gästartister | Längd |
| ----------------------- | ------------ | ----- |
| First Day Of School     |              | 3:58  |
| Touchdown               |              | 3:19  |
| Hey Cutie               | Trey Songz   | 3:15  |
| Speakers Going Hammer   |              | 3:08  |
| Pretty Boy Swag         |              | 3:56  |
| 30 Thousand 100 Million | ARAB, Lil'B  | 4:03  |
| Mean Mug                | 50 Cent      | 3:48  |
| Blowing Me Kisses       |              | 3:20  |
| Fly                     |              | 3:53  |
| Grammy                  | Ester Dean   | 2:53  |

Top Hits
| Låt                   | Gästartist |
| --------------------- | ---------- |
| Blowing Me Kisses     |            |
| Hey Cutie             | Trey Songz |
| Speakers Going Hammer |            |
| Mean Mug              | 50 Cent    |
| Pretty Boy Swag       |            |